# مستشفى الرمد بالإسكندرية
مستشفى الرمد العام بالإسكندرية هو مستشفى تخصصي حكومي مصري، يتبع مديرية الشئون الصحية بمحافظة الإسكندرية التابعة لوزارة الصحة والسكان، يقع في منطقة محرم بك بحي وسط الإسكندرية، على مساحة 2.4 فدان، أنشأ سنة 1910 على يد رجل الأعمال اليهودي إبرام عاداه، كأول مستشفى متخصص في طب العيون في الإسكندرية، بلغت الطاقة الاستيعابية للمستشفى في 2024 عدد 60 سرير، سبعة غرف عمليات، وأربعة عشر عيادة خارجية، ويقدم المستشفى خدماته للمرضى من محافظات الإسكندرية، البحيرة، مطروح، كفر الشيخ، والغربية.

## التاريخ
يعود تاريخ إنشاء مستشفى الرمد إلى سنة 1910، عندما قرر رجل الأعمال اليهودي إبرام عاداه إنشاء مستشفى متخصص في طب العيون، وبعد افتتاح المستشفى أهداه للمجلس البلدي لمحافظة الإسكندرية لإدارته وتشغيله وسُمي وقتها "مستشفى البلدية"، ومع تولي الملك فؤاد الأول حكم مصر سنة 1917 تغير اسمه إلي "مستشفى فؤاد"، وفي سنة 1937 ومع تولي الملك فاروق الأول الحكم تغير اسمها إلي "مستشفى فاروق"، وبعد قيام حركة يوليو 1952 تغير اسمها إلى الاسم الحالي "مستشفى الرمد العام".

## الأقسام والتخصصات
يضم مستشفى الرمد العام أربعة عشر عيادة خارجية يتم من خلالها تقديم الخدمات الطبية للمرضى في تخصصات الرمد العام، الجلوكوما التخصصية، الشبكية التخصصية، القرنية التخصصية، عيادات الليزر، الإعاقات البصرية، مساعدات النظر الضعيف، الأسنان والباطنة، علاج السكر، تنظيم الأسرة، الأشعة التشخيصية والعلاجية، واستخراج الشهادات الصحية الخاصة برخصة حمل السلاح.

## وصلات خارجية
- الصفحة الرسمية للمستشفى على موقع فيس بوك.